# 大理机场 (1928年)
大理机场是1928年于今云南省大理白族自治州修建的一座机场，现已不存在，原址在今大理市大理镇小岑村。

## 历史
1928年7月，奉云南省政府之令，大理机场开建，由省府划拨新滇币3万余元，雇用11万多个工日修成。机场跑道斜长600米，横200米，共占地400余亩，其中民田200余亩，公地200余亩，商业航空是其修建目的。第二次世界大战期间，大理机场归中华民国空军38站管理，后因起降困难，弃之不用。
中华人民共和国成立后，奉上级指示，废弃机场还田于民，现已无迹可寻。

## 资料来源
1. ↑  . mz.ynlib.cn. 云南省图书馆.   [2017-10-01]. （原始内容存档于2019-08-12）.
2. 1 2  大理白族自治州交通局. . 昆明: 云南人民出版社. 1991: P 212. ISBN 7-222-00770-9.